# Ylimmäinen Salmijärvi
Ylimmäinen Salmijärvi eller Salmijärvi är en sjö i Finland. Den ligger i kommunen Kuusamo i landskapet Norra Österbotten, i den norra delen av landet, 700 km norr om huvudstaden Helsingfors. Ylimmäinen Salmijärvi ligger 279,8 meter över havet. Arean är 13,4 hektar och strandlinjen är 3,02 kilometer lång. Sjön  ingår i Kemi älvs huvudavrinningsområde. 